# Žernovník (přítok Jizery)
Žernovník (německy Wiesen flӧssel) je pravostranným přítokem řeky Jizery v okrese Jablonec nad Nisou v Libereckém kraji. Délka toku činí 10,4 km. Plocha povodí měří 31,3 km².

## Průběh toku
Pramení na západním svahu Černostudničního hřbetu, přibližně 500 m jihovýchodně od Dolní Černé Studnice, v nadmořské výšce 651 m. Protéká postupně Hutí, Bratříkovem a v centru Železného Brodu se vlévá do Jizery v nadmořské výšce 276 m.

## Vodní režim
Průměrný průtok Žernovníku u ústí činí 0,34 m³/s.